# Miklós Lovas
| (3103) Eger     | 20 de enero de 1982     |
| (3579) Rockholt | 18 de diciembre de 1977 |

Miklós Lovas, nace en 1931, es un astrónomo húngaro.

## Biografía
Trabajó en el Observatorio Konkoly desde el año 1964 hasta 1995.
El Centro de Planetas Menores le reconoce el descubrimiento de dos asteroides, realizados entre 1977 y 1982. Entre sus descubrimientos también se cuentan dos cometas periódicos, 93P/Lovas 1 y 184P/Lovas 2, y tres no periódicos, C/1974 F1 (Lovas), C/1976 U1 (Lovas) y C/1977 D1 (Lovas).
En el año 1959 pudo observar el impacto de la sonda Luna 2 sobre la superficie del satélite terrestre.
El asteroide (73511) Lovas se le dedicó en su honor.